# 즐거움을 나눠라 메이드 인 와리오
《즐거움을 나눠라 메이드 인 와리오》는 닌텐도 기획제작본부와 인텔리전트 시스템즈가 개발하고 닌텐도가 배급한 미니게임 파티 게임이다. 2018년 《메이드 인 와리오 고저스》 이후 출시된 《메이드 인 와리오》 시리즈 열 번째 작품으로, 닌텐도 스위치로 제작됐다. 영어판 제목은 《와리오웨어: 겟 잇 투게더!》이다.
E3 2021의 닌텐도 다이렉트에서 처음 발표됐으며, 데모판이 닌텐도 e숍을 통해 2021년 8월 19일 발매됐다. 정식 제품판은 2021년 9월 10일 전세계 동시발매됐다.

## 스토리 모드
- 인트로(와리오)

맨 처음스테이지,와리오가 만들었다. 와리오가 만들어서 그런지 모든 게임에서 와리오와 그의 코가 나온다.
해금 캐릭터:와리오,영 크리켓,에잇틴볼트
해금 기능:미션,캐릭터
- 생활(모나)

모나가 만든 스테이지이다. 일상생활에서 볼 수 있는 것들로 만들어졌다. 게임을 시작하면 인트로에서 모나가 학교를 가러 집을 나서고 모나즈에게 맡기는데 돌아와 보니 모나즈가 집을 어지럽혀놔서 부메랑으로 위협(?)한 뒤 방을 치우게 하고 다음날 또 갔다 오니 또 방을 어지럽혀 놨다...
해금 캐릭터:모나
- 판타지(드리블&스피츠)

드리블과 스피츠가 만든 스테이지이다. 판타지 데로,현실 속에서는 볼 수 없는 용,슬라임 몬스터,인어공주 등이 나온다. 게임을 시작하면 인트로에서 드리블과 스피츠가 택시를 타고 손님들을 태우러 혹성 투어를 하다 보라색 피크민 닮은 손님 4명을 태우고 투어를 시작한다.
해금 캐릭터:드리블(1P전용)&스피츠(2P전용)
- 테크놀로지(Dr.크라이고어)

크라이고어가 만든 스테이지. 로봇,기계 관련된 것들이 많이 나온다. 게임을 시작하면 인트로는 크라이고어가 조수 클리너,마이크와 함께 칭찬로봇을 개발하는데 실험 도중 클리너가 청소하는 것과 마이크가 노래부르는 것은 통과 됐지만...크라이고어가 추는 춤에는 기능 정지가 되버린다. 놀란 크라이고어는 리콜을 한다.
해금 캐릭터:Dr.크라이고어
- 닌텐도(나인볼트)

나인볼트가 만든 스테이지. 팬들에게 가장 인기가 많다. 게임들이 전부 닌텐도 게임들로 이루어져 있다. 게임을 시작하면 인트로는 에잇틴볼트와 써틴앰프가 나인볼트를 집까지 배웅해 주고 나인볼트는 밤에 엄마 몰래 AR게임을 하...려고 했지만 나인볼트를 감시하러 온 엄마의 시선을 피해 다시 엄마가 나간 사이 게임을 킨다.
해금 캐릭터:나인볼트
- 리믹스1

생활,판타지,테크놀로지,닌텐도 테마의 게임이 모드 리믹스되어 나온다. 게임 시작 전 광차를 발견한 와리오 일행이 광차를 타려고 하는데 광차 안에서 마이크가 등장한다. 노래를 더 부르고 싶었지만 어쩔 수 없이 마이크도 합류...
해금 캐릭터:마이크
- 생물(캐트&안나)

식물,동물들과 관련된 것으로 만들어진 스테이지. 캐트랑 안나가 만들었다. 게임을 시작하면 새 등장인물인 '레오'가 '인법 꼭두각시 술'을 활용하며 여러 동물들을 사악하게 만들어 버린다. 동물들은 사람들을 곤란하게 하여 마을을 혼란스럽게 하고 캐트와 안나가 나타나 '인법 해약의 술'과 '쌍둥이 수리검'을 이용하여 레오를 제압하지만 레오는 '인법 환상의 술'로 환상공간을 만들어 레오를 잡으러 캐트,안나가 숲으로 들어간다.
해금 캐릭터:캐트(1P전용)&안나(2P전용)
- 스포츠(지미T.)

지미T.가 만든 스테이지다. 스쿠버 다이빙,축구,농구 등 운동,스포츠들과 관련된 미니게임이 있다. 게임을 시작하면 인트로는 머슬 클럽에서 조가 사람들에게 에어로빅을 선보이지만 워낙 아저씨체형이라 사람들이 실망을 하는데 지미가 영 크리켓,맨티스 사부,루루,조와 함께 에어로빅 쇼를 선보여 클럽을 불태운다.
해금 캐릭터:지미T.
- 음식(애슐리)

애슐리가 만든 스테이지다. 음식에 관련된 미니게임이 많다. 게임을 시작하면 호러하우스에 레드와 애슐리가 먹을 것이 없어 배고파 하고 있을 때 만드라고라 무리가 애슐리의 집에 침락한다. 애슐리는 레드와 함께 만드라고라 무리를 마법으로 제압해 음식들로 만들어 버린다.
해금 캐릭터:애슐리
- 컬쳐(오뷰론)

오뷰론이 만든 스테이지다. 지구의 여러 나라의 문화로 게임을 만들었다. 게임을 시작하면 인트로 내용은 오뷰론이 지구 침락을 시작한다며 우주선을 타고 세계 곳곳을 다닌다. 첫번째로 데굴데굴 사막에서 미라나 피라미드같은 유물들을 우주선에 실고 다음으로 타케치코 시티로 가서 루루의 강아지인 멍돌이와 코토부키 할머니까지 잡아 가고 마지막으로 오카라 섬에 가서 모아이들을 싫고 다시 돌아와서 이것들을 갖고 플레이 해 달라고 한다.북미판에서는 친구들에게 줄 것이라고 한다.
해금 캐릭터:오뷰론
- 리믹스2

생물,스포츠,음식,컬쳐들이 리믹스 된 스테이다. 게임을 시작하기 전에 광차를 발견환 와리오 일행이 광차를 타려보 하는데 나인볼트가 불길하다며 다른길로 가자고 하고 있는데 파이브볼트가 나타나 나인볼트보고 억지를 부려서 모두를 피곤하게 하면 안된다고 혼내고 나인볼트는 엄마가 유체이탈이 특기라고 한다.
해금 캐릭터:파이브 볼트
- 이것저것

와리오가 만든 최강 스테이지. 인트로와 동일하게 모든 게임에서 와리오와 그의 코가 나온다. 특이하게도 버그 와리오의 공격 패턴이 있는데 주먹으로 내리치기,코폭탄 보내기 등이 있다 마지막에 버그 와리오의 코를 막아야 게임이 끝난다.
- 현실세계로 돌아가다

버그 와리오를 해치우자 빛이나는 쪽으로 이동한 와리오 일행은 게임을 지배하는 자를 만난다. 게임을 지배하는 자는 갑자가 게임속에 바이러스가 들어오기 시작해 일행을 부른 것이며 현실세계로 돌려보내 준다.
- 1차 엔딩

원레세계로 돌아온 와리오일행은 왜 그런 바이러스가 생긴건지 궁금해 한다. 와리오는 과거를 회상하는데 와리오가 게임으로 일확천금이라며 신나하며 컴퓨터를 두들기는 데 바이러스가 생긴 줄 모르고 게임기를 던졌다가 바이러스가 게임기 안에 들어가 버린다. 그 사실을 안 나머지 일행은 와리오에게 분노하며 와리오를 추격하고 궁지에 몰린 와리오는 뭔가 이상함을 느끼며 몇명(레드,멘티스 사부,루루)이 없다는 것을 깨닳고 와리오 일행은 다시 게임 속으로 들어간다.
해금 기능:버라이어티(리프팅 인생,와리오 컴퍼니,파이브 카운트 발리볼,전력으로 배틀 등)
- 엑스트라 스테이지

- 뒤죽박죽

와리오 일행이 다시 게임속으로 들어가자 게임을 지배하는 자가 한 분은 근처에 있다며 무언가에 잡힌 것 같다고 한다. 이를 들은 지미.T는 이 건물이 아닐까며 근처에 있는 건물을 가리키고 와리오 일행은 그 건물 안으로 들어간다. 건물안에 있는 자는 레드였고 레드는 애슐리를 보며 구하러 와준 거냐고 울고있었다. 레드는 자신을 납치한 사람이 엘리베이터를 타고 18층으로 간 것 같다며 일행은 엘리베이터를 타고 18층에 갔지만 범인은 보물(황금 벌집)을 두고 창문으로 뛰어 내렸다.
해금 캐릭터:레드
- 왕 어려움

다음 건물로 향한 와리오 일행은 다음 건물에서 거꾸로 매달려 자고있는 맨티스 사부를 발견한다. 크리켓은 이런 상황에도 침착하다는 듯 존경하는 태도를 보였지만 와리오는 "기다리다 지쳐서 잠든 거겠지"라고 말을 덧붙인다. 멘티스는 10층 부근에서 적의 기척이 느껴진다며 일행과 엘리베이터를 타고 10층으로 향한다. 하지만 범인은 또 보물을 두고 뛰어 내린 뒤였고 그 보물은 황금 휴지 두루마리였다.
해금 캐릭터:멘티스 사부
- 스릴덩어리

마지막 건물로 향한 일행은 철창에서 나가려는 루루를 발견한다. 루루는 크리켓을 보자마자 "구하러 와준거야? 상냥해! 멋있어!"라며 크리켓에 대한 얘기를 한다. 루루는 범인이 엘리베이터를 타고 5층에 갔다며 일행과 5층으로 향한다. 하지만 또 범인은 보물 두고 튄 뒤였고 황금 깨진 머그컵을 얻은 와리오는 기뻐하는데 안에 들어있던 쪽지에'세 개의 보물을 합쳐봐'라는 힌트가 들어있었다. 크라이고어는 자신의 지식 갖고도 모르겠다며 페니를 떠올린다. 손주인 페니라면 알지도 모른다며 페니를 부르러 간다.
해금 캐릭터:루루
- 페니 믹스

크라이고어가 페니를 부르겠다며 전화를 건다. 페니는 제트탱크 1호를 발명하고 하늘을 날던 중 할아버지의 전화를 받고 와리오의 회사로 가서 게임속으로 들어간 뒤 비행정을 타고 와리오 일행에게 떠난다. 여기서 페니의 테마곡이라는 페니의 테마곡이 나온다. 영판과 일어판 둘 다 페니의 성격을 잘 나타냈다. 와리오 일행에게 도착한 페니는 보물들을 이용해 물뿌리게를 만들고 변기(?)에 물을 따른 뒤 콩나무가 자라게 한다. 와리오 일행은 콩나무 줄기 위로 올라간다.
해금 캐릭터:페니
- VS.P

콩나무 위로 올라온 와리오 일행은 범인을 보게된다. 루루는 자신을 가둔 범인이라며 일행과 함께 더 위로 올라가게 되고 위에서 와리오가 다같이 공격이라며 최종결전이 일어난다. 결전이 끝나면 범인은 모습을 드러내는데... 범인은 다이아몬드 시티의 인기 게임의 주인공 PYORO였고 잠시 와리오의 게임에 놀러왔다고 한다. 와리오는 보물이 어딧냐고 물어보지만 보물 같은 건 없어서 와리오가 절규하며 끝난다.
해금 캐릭터:PYORO(그리고 미니게임에서 전원선택이 가능해졌다!)
해금 기능:전원 선택,앤앤앤 드리스 파이트,와리오 컵,캐릭터 육성,캐릭터 갤러리,캐릭터 컬러링,아이템 뽑기,여러 미션

## 평가
《즐거움을 나눠라 메이드 인 와리오》는 리뷰 애그리게이터 웹사이트 메타크리틱에서 "대체적으로 긍정적인 평가"를 받았다.

### 내용주
1. ↑  일본어: おすそわける　メイド イン ワリオ 오스소와케루 메이도 인 와리오[*]
2. ↑  영어: WarioWare: Get It Together! (약칭: WWGIT)

### 참조주
1. ↑  Marks, Tom (2021년 6월 15일). “New WarioWare Announced Called WarioWare: Get It Together – E3 2021”. 《IGN》. 2021년 6월 15일에 확인함.
2. ↑  “WarioWare: Get It Together for Nintendo Switch Reviews”. 《Metacritic》. 2021년 9월 8일. 2021년 9월 8일에 원본 문서에서 보존된 문서. 2021년 9월 8일에 확인함.
3. ↑  Findlay, Joe (2021년 10월 1일). “WarioWare: Get It Together! (Nintendo Switch) Review”. 《Computer Games Magazine》. 2021년 10월 23일에 확인함.
4. ↑  Carter, Chris (2021년 9월 8일). “Review: WarioWare: Get It Together”. 《Destructoid》. 2021년 9월 8일에 확인함.
5. ↑  Donlan, Christian (2021년 9월 13일). “WarioWare: Get It Together! review - wild microgames with a social spin”. 《Eurogamer》. 2021년 10월 23일에 확인함.
6. ↑  Reeves, Ben (2021년 9월 8일). “WarioWare: Get It Together Only As Strong As Its Weakest Link”. 《Game Informer》. 2021년 9월 8일에 원본 문서에서 보존된 문서. 2021년 9월 8일에 확인함.
7. ↑  Watts, Steve (2021년 9월 8일). “WarioWare: Get It Together Review - A Platform For Change”. 《GameSpot》. 2021년 9월 8일에 확인함.
8. ↑  Loveridge, Sam (2021년 9월 8일). “WARIOWARE: GET IT TOGETHER REVIEW - "MICROGAME MADNESS MARRED BY OVERCOMPLICATIONS"”. 《GamesRadar+》. 2021년 9월 8일에 확인함.
9. ↑  Swalley, Kirstin (2021년 9월 13일). “Review: WarioWare: Get It Together!”. 《Hardcore Gamers》. 2021년 10월 23일에 확인함.
10. ↑  Marks, Tom (2021년 9월 8일). “WarioWare: Get It Together! Review”. 《IGN》. 2021년 9월 8일에 확인함.
11. ↑  O'Reilly, PJ (2021년 9월 8일). “WarioWare: Get It Together! Review (Switch)”. 《Nintendo Life》. 2021년 9월 8일에 확인함.
12. ↑  Rudek, Jordan (2021년 9월 21일). “WarioWare: Get It Together! (Switch) Review”. 《Nintendo World Report》. 2021년 10월 23일에 확인함.
13. ↑  Mejia, Ozzie (2021년 9월 14일). “WarioWare: Get It Together review: Some assembly required”. 《Shacknews》. 2021년 10월 23일에 확인함.
14. ↑  Musgrave, Shaun (2021년 9월 14일). “SwitchArcade Round-Up: Reviews Featuring ‘WarioWare: Get It Together!’ and ‘Espgaluda II’, Plus the Latest Releases and Sales”. 《TouchArcade》. 2021년 10월 23일에 확인함.
15. ↑  Grubb, Jeff (2021년 9월 20일). “WarioWare: Get It Together review — Refreshing and sometimes frustrating”. 《VentureBeat》. 2021년 10월 23일에 확인함.
16. ↑  Donaldson, Alex (2021년 9월 8일). “WarioWare: Get It Together! review: fantastic mini-game mayhem with a multiplayer twist”. 《VG247》. 2021년 9월 8일에 확인함.
17. ↑  “WarioWare: Get It Together!”. 《Metacritic》 (영어). 2021년 9월 8일에 원본 문서에서 보존된 문서. 2021년 9월 8일에 확인함.